# ويليام سوير (سياسي)
ويليام سوير (بالإنجليزية: William Sawyer)‏ هو محامي وسياسي أمريكي، ولد في 5 أغسطس 1803 في مقاطعة منتغامري في الولايات المتحدة، وتوفي في 18 سبتمبر 1877 في ساينت ماريس في الولايات المتحدة. حزبياً، نشط في الحزب الديمقراطي. وقد انتخب عضو مجلس النواب الأمريكي.